# Аннієва дорога
Аннієва дорога (лат. Via Annia) — римська дорога в провінції Цізальпійська Галлія.
Зв'язувала міста Атрія (лат. Hatria, зараз Адрія), Патавіум (лат. Patavium, тепер Падуя), Альтіно (лат. Altino), Юлія Конкордія (лат. Iulia Concordia, тепер Конкордія-Саджиттарія) (де перетиналась з Постумієвою дорогою) і закінчувалась в Аквілеї.
Збудована 131 р. до н. е. претором Титом Аннієм Луск Руфом (звідки й дістала назву).